# Cámara (náutica)

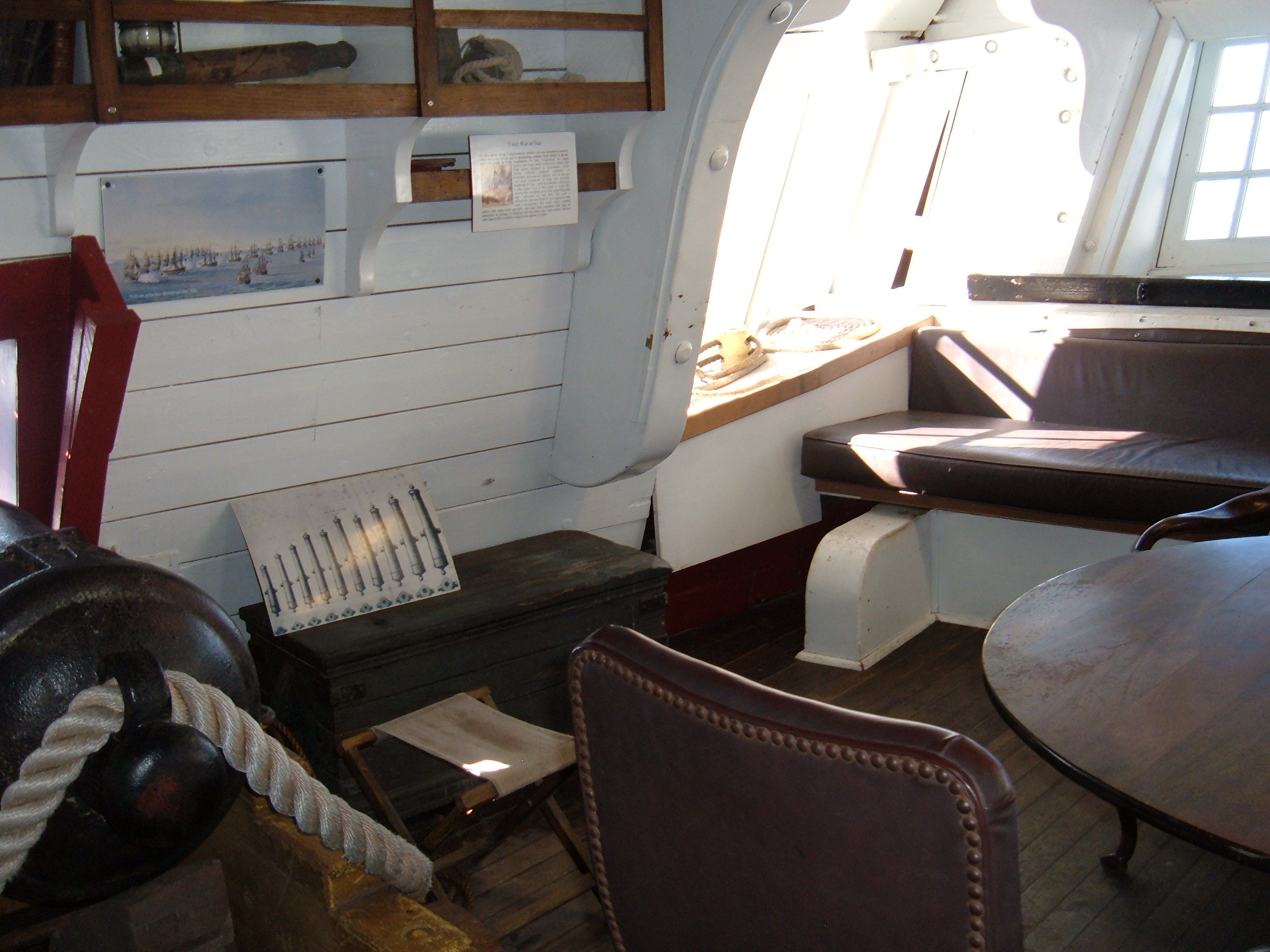
Cámara del capitán en el HMS Surprise (réplica)

En náutica, la Cámara (ant. Celda) es cada una de las divisiones hechas a popa de los buques de guerra para el alojamiento de los generales, jefes y oficiales embarcados. (fr. Chambre; ing. Cabin; it. Camera).

## Etimología
La Cámara, hay quien afirma que antiguamente se decía Celda. 

## Descripción
En los buques mercantes, también es la división hecha a popa que sirve para el alojamiento del capitán, pilotos, médico, pasajeros, etc. Toma también las denominaciones de alta o baja en función del lugar que ocupen con respecto a la cubierta. Algunos buques destinados exclusivamente a pasajeros suelen tener unas cámaras llenas de comodidades, si bien reciben más bien el nombre de camarotes. 

## Tipos
Según es la cubierta en que están dichas cámaras se llama alta, baja, del medio, del general, etc. 